# Gamla Köpstad Södra
Gamla Köpstad Södra är ett naturreservat i Träslövs och Tvååkers socknar i Varbergs kommun i Halland. Det inrättades 1972.
Reservatet ligger utmed kusten söder om Träslövsläge i. Området har en yta på 165 hektar, varav 110 är land.
På reservatets magra kusthed växer ljung och kråkris. I fuktigare partier finns klockgentiana. Naturreservatet är också en fågellokal. Olika arter av vadare häckar här. I reservatets södra del finns ett fågeltorn.
Inom området finns också fornlämningar.